# EGIS-7625
EGIS-7625 je selektivni i kompetitivni antagonist 5-HT2B receptora. Eksperimentalno je dokazano da je direktno povezan sa stezanjem mišića glatkog stomaka kod belih pacova in vivo, i promenljivo efikasan u izazivanju sličnog odgovora u in vitro ljudskim stomačnim ćelijama. U visokim koncentracijama u krvi izaziva blagu konstrikciju plućnih arterija kunića.